# Simon Blackburn
Pour les articles homonymes, voir Blackburn (homonymie).
Simon Blackburn, né le 12 juillet 1944, est un philosophe britannique. Il est connu pour son travail sur le quasi-réalisme et ses efforts de vulgarisation de la philosophie.

## Biographie

### Philosophie
Simon Blackburn est connu pour son concept de quasi-réalisme en méta-éthique et pour défendre des idées néo-humiennes sur de nombreux sujets.

## Publications

### En anglais
- Reason and Prediction (1973).  (ISBN 0-521-08742-2).
- Spreading the Word (1984) - a text.  (ISBN 0-19-824650-1).
- Essays in Quasi-Realism (1993).  (ISBN 0-19-508041-6) et  (ISBN 0-19-508224-9).
- The Oxford Dictionary of Philosophy (1994) - compiled whole-handedly.  (ISBN 0-19-211694-0).
- Ruling Passions (1998) - a defense of quasi-realism as applied to ethics.  (ISBN 0-19-824785-0).
- Truth (1999) (edited w/ Keith Simmons) - from Oxford Readings in Philosophy series.  (ISBN 0-19-875250-4).
- Think: A Compelling Introduction to Philosophy (1999)  (ISBN 0-19-210024-6) et  (ISBN 0-19-969087-1).
- Being Good (2001) - an introduction to ethics.  (ISBN 0-19-210052-1).
- Reprinted as Ethics: A Very Short Introduction in Oxford University Press' Very Short Introductions series.  (ISBN 0-19-280442-1).
- Lust (2004) - one of an Oxford University Press series covering the Seven Deadly Sins.  (ISBN 0-19-516200-5).
- Truth: A Guide (2005).  (ISBN 0-19-516824-0).
- Plato's Republic: A Biography (2006) - from Atlantic Books' Books That Shook the World series.  (ISBN 1-84354-350-8).
- What do we really know? -The Big Questions of Philosophy - (2009) from Quercus.  (ISBN 978-1-78087-587-3).
- Mirror, Mirror: The Uses and Abuses of Self-Love Princeton, NJ: Princeton University Press, 2014

### Traductions en français
- Simon Blackburn (trad. Pierre-Emmanuel Dauzat), Penser, une irrésistible introduction à la philosophie [« Think: A Compelling Introduction to Philosophy. »], Paris, Éditions Flammarion, coll. « Champs Essais », 2003, 375 p. (ISBN 978-2-08-210298-8)
- Simon Blackburn (trad. de l'anglais par Nicolas Tavaglione), Éloge du désir sexuel [« Lust »], Genève, Suisse, Éditions Markus Haller, 2009, 166 p. (ISBN 978-2-940427-01-7, lire en ligne)